# Zygothrica waui
Zygothrica waui är en tvåvingeart som beskrevs av David Grimaldi 1990. Zygothrica waui ingår i släktet Zygothrica och familjen daggflugor. Inga underarter finns listade i Catalogue of Life.